# CLOSERS
『CLOSERS』（クローザーズ）は、Naddic Gamesによって開発された、アニメ調のアクションロールプレイングゲーム・MORPG。 
日本ではセガにより2015年8月25日に正式サービスを開始。2017年1月に日本国内での運営がセガからHappyTukに移行され、更に2020年8月にNADDIC JAPANに移行され、2024年12月30日に再びHappyTukに移行された。
DMMGAMES版は2019年5月10日に正式サービス開始し2025年1月16日に終了した。
また、韓国では「CLOSERS：SIDE BLACKLAMBS」というタイトルでアニメ化もされている。全6話。

## キャラクター

### ブラックランブス
ハルト＝カグラギ
声 - 이경태（韓） / 島﨑信長→逢坂良太→森嶋秀太（日） / 宋昱璁（台）
ミコト＝アマミヤ
声 - 우정신（韓） / 悠木碧→五十嵐裕美→夜道雪（日）
ユリ＝アスマ
声 - 박선영（韓） / 東山奈央→本渡楓→野口瑠璃子（日） / 李昀晴（台）
J
声 - 김환진（韓） / 杉田智和→高橋英則→成澤卓（日）
ミスティルテイン
声 - 안현서（韓） / 津田美波→高田憂希→鈴代紗弓（日）
リア・ウタミ
声 -  佐藤日向（日）。

### ウルフドッグ
スラッシュ
声 - 최승훈（韓） / 岡本信彦→西山宏太朗→梶田大嗣（日） / 何志威（台）
レヴィア
声 - 이보희（韓） / 茅野愛衣→小澤亜李→うらまる→渡辺はるか（日）
ハーピー
声 - 전숙경（韓） / 嶋村侑→桑原由気→三重野帆貴（日）
ティナ
声 - 문선희（韓） / 福圓美里→上原あかり（日） / 連思宇（台）
バイオレット
声 - 김연우（韓） / 中原麻衣→福山あさき（日）